# Данте (коллекция Александра Маккуина)
Dante, осень-зима 1996 — восьмая коллекция британского модельера Ли Александра Маккуина. Коллекция была вдохновлена флорентийским поэтом, писателем и философом XIV века Данте Алигьери и его знаменитым произведением «Божественная комедия». Действие показа происходило в церкви Крайст-Черч в Спиталфилдсе 1 марта 1996 года. Для принтов на некоторых предметах одежды были использованы фотографии Дона Маккаллина, сделанные во время войны во Вьетнаме и маски с распятиями. Образы для показа также включали головные уборы от Филипа Трейси. Показ представлял собой размышление Маккуина о жизни и смерти, войне и религии.
Показ стал важной вехой в карьере дизайнера, поскольку положил начало длинному списку его «художественных» показов. Это привлекло международную аудиторию к работам Маккуина, а также привлекло внимание корпорации LVMH, в результате чего Маккуин был назначен креативным директором французского дома высокой моды  Givenchy. Некоторые предметы коллекции станут частью выставки, посвященной Александру Маккуину «Дикая красота» , представленной в Метрополитен-музее в Нью-Йорке в 2011 году и Музее Виктории и Альберта в Лондоне в 2015 году.

## Вдохновение и творческий процесс

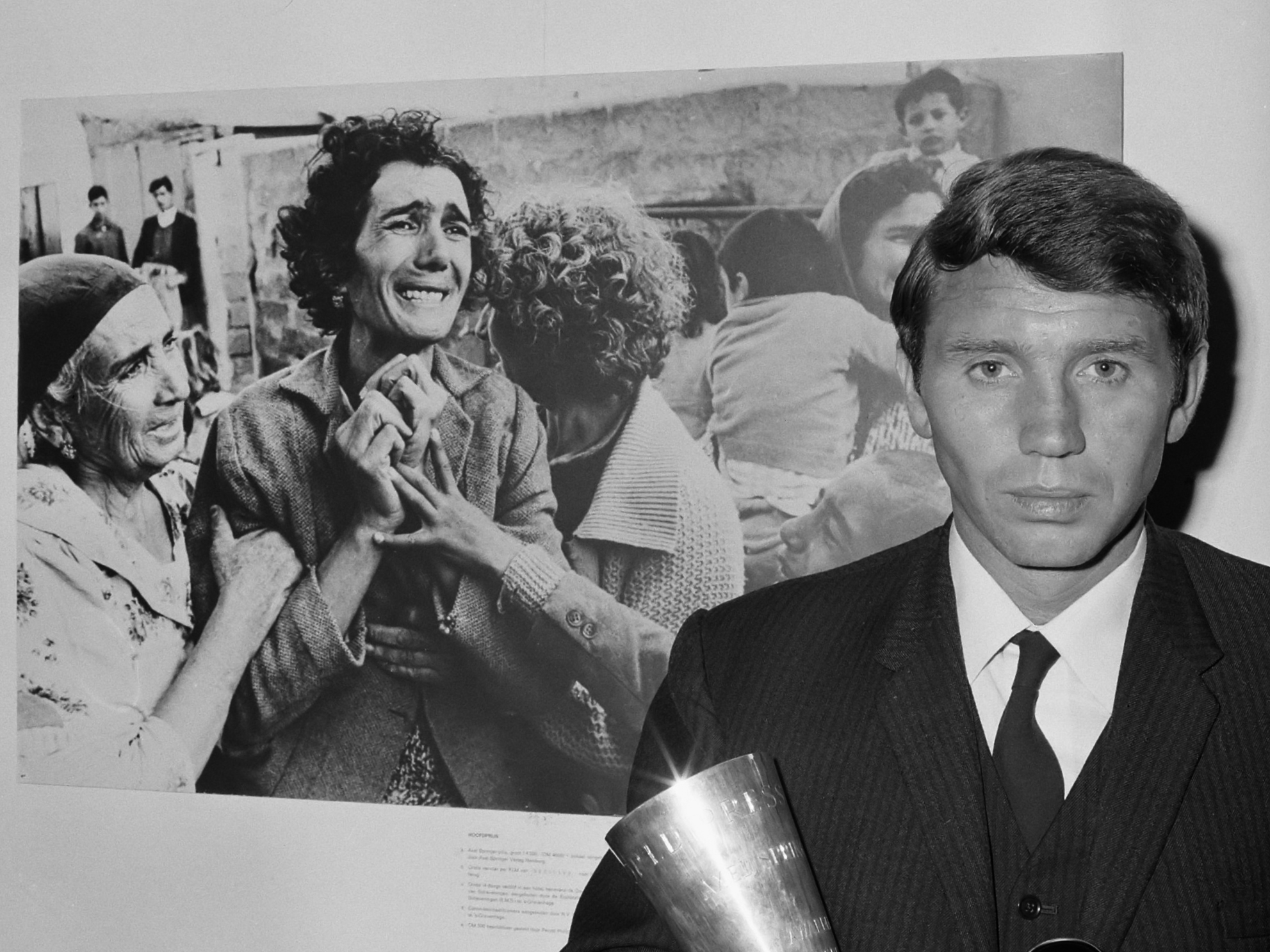
Дон Маккаллин позирует на фоне одной из своих фотографий (1964).

Религия всегда была важной темой в творчестве Маккуина, но именно на этом показе зрители увидели ее более ярко. Фигура Данте Алигьери (давшего название этой коллекции) и его личные взгляды на ад и загробную жизнь, развитые в «Божественной комедии», помогли Маккуину разработать первоначальную концепцию. Легенды, окружавшие английского архитектора эпохи барокко Николаса Хоксмура, спроектировавшего церковь Христа в Спиталфилдсе (место проведения шоу), о его тайных связях с сатанизмом, очаровали Маккуина. Мрачные и жуткие фотографии Джоэла-Питера Уиткина также оказали большое влияние на эту коллекцию, особенно его автопортреты, на которых он носит черную маску с распятием между глазами; позже эта маска будет воссоздана для коллекции. Немаловажная роль в коллекции будет отдана войне; Маккуина вдохновили работы фотожурналиста Дона Маккаллина, который увековечил сцены войны во Вьетнаме 1960-х годов. Этим Маккуин хотел прокомментировать взаимосвязь между войной и религией. Сам Маккуин говорил так: «Я думаю, что религия стала причиной всех войн в мире, поэтому я показал ее в церкви». Изабелла Блоу, британский редактор моды, подруга Маккуина, также оказала большое влияние на создание коллекции, а именно общий викторианский стиль коллекции.
Кружево стало основной тканью в коллекции. Оно использовалось не только в платьях, но и в вуалях и масках, закрывающих лица моделей. В коллекции также использовались джинсовая ткань и шерсть, часто в качестве платьев и свитеров с разрезами, обнажающими грудь и бедра. Также вошли корсетные изделия и украшения от Шона Лина (постоянного члена команды Маккуина). Модист высокой моды Филип Трейси также участвовал в создании этой коллекции, создав головные уборы, напоминающие алтари и черепа. Цветами были выбраны черный (поскольку во многих культурах это символ смерти и траура), белый или костяной (символ чистоты), а также нежно-фиолетовый или сиреневый (цвет викторианского полутраура).  Принты классических викторианских узоров и изображения МакКулина также использовались в некоторых предметах одежды. Коллекция состояла из 82 образов, и Маккуин впервые включил в нее мужскую одежду.  Кроме того, несколько редакторов моды пришли к выводу, что в этой коллекции больше предметов одежды, которые можно носить, чем в предыдущих коллекциях Маккуина, что делает ее более доступной для покупателей и критиков.

## Показ

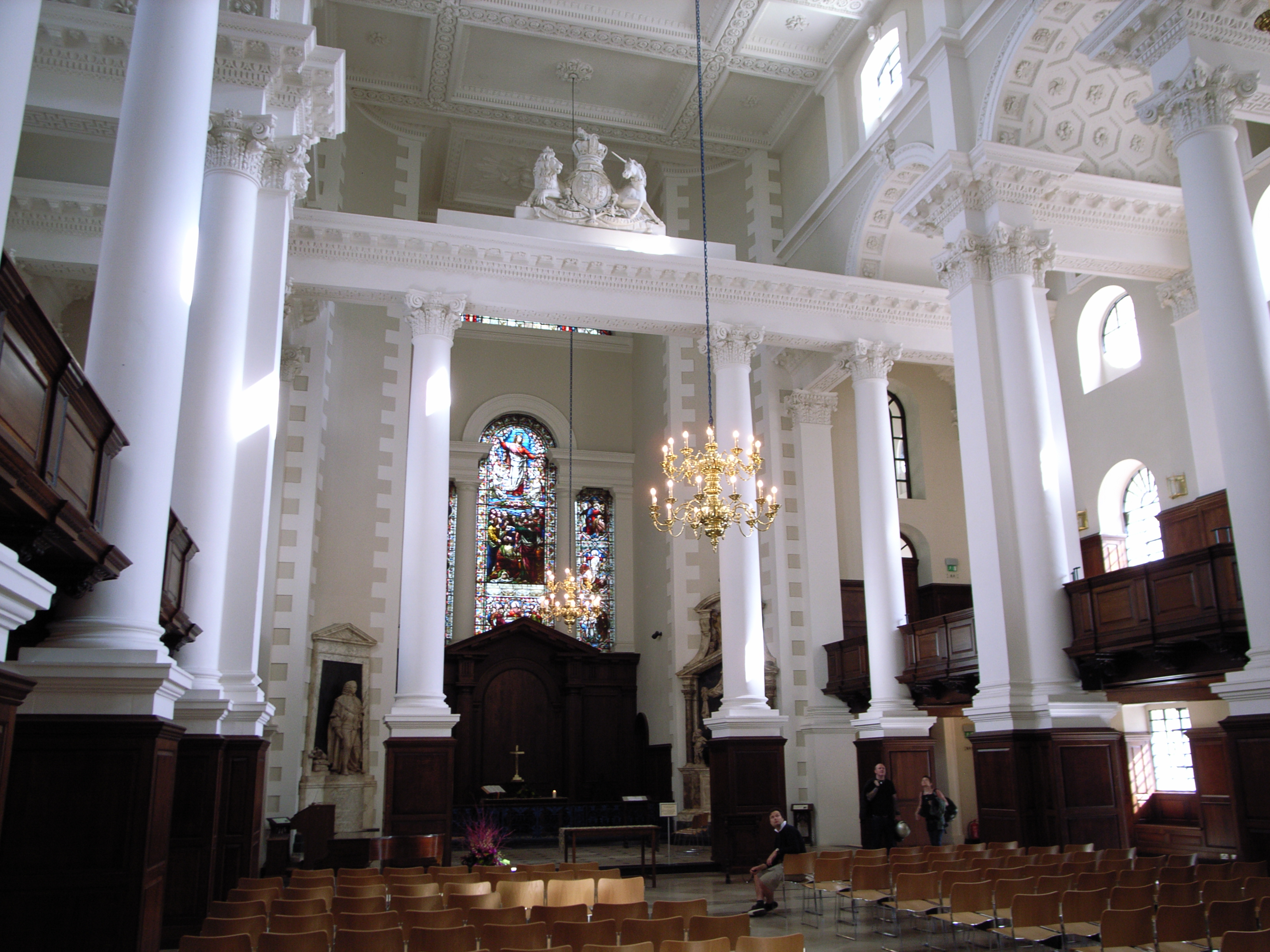
Интерьеры церкви, где проходил показ.

"Данте" был представлен в Крайст-Черч в Спиталфилдсе (Восточный Лондон). Маккуин выбрал это место из-за его тревожного прошлого: церковь была спроектирована Николасом Хоксмуром в 18 веке, и с тех пор она стала предметом споров, поскольку существует распространенное мнение, что Хоксмур был сатанистом. Столетие спустя это место станет центральной точкой расследования убийств Джека Потрошителя, поскольку все убийства, приписываемые убийце, были совершены в окрестностях этой церкви. Маккуин использовал эти факты, чтобы создать определенное напряжение между моделями. Подиум был построен в форме распятия, а музыка, выбранная для показа, включала «Адажио для струнных» Сэмюэля Барбера вперемешку с отрывками григорианского песнопения и хип-хопа.
На пока было представлено несколько знаковых произведений в карьере Маккуина. В него вошли многочисленные версии знаменитого тогда «Bumster» (личный дизайн брюк и юбок Маккуина с чрезвычайно низкой посадкой, обнажавший нижнюю часть моделей), представленные в предыдущих коллекциях. Это был первый раз, когда Маккуин использовал джинсовые ткани, промытые кислотой; следующий раз будет в его осенне-зимней коллекции 1997 года «Это джунгли там». Эта ткань ассоциировалась с бандами панков и скинхедов Ист-Энда. Корсет, в котором Хонор Фрейзер закрывала показ, превратился в одно из самых знаковых произведений Маккуина, поскольку привнес архитектурные аспекты в одежду высокой моды впервые в творчестве Маккуина. Дебра Шоу шла в викторианской костяной рубашке, длинной бархатной юбке и одной из масок Уиткина, созданных для показа. Некоторые модели носили украшения и шляпы, напоминающие распятия и рога, созданные Шоном Лином и Филипом Трейси. Многие модели были непрофессионалами, Маккуин использовал для этого шоу детей из Ист-Энда.